# Československý vojenský hřbitov La Targette
Československý vojenský hřbitov La Targette je jediný samostatný československý hřbitov ve Francii, který se nachází zhruba půl kilometru od obce Neuville-Saint-Vaast. Hřbitov i památník jsou věnovány nejen československým příslušníkům tzv. Roty Nazdar, která utrpěla těžké ztráty v bitvě u Arrasu dne 9. května 1915, ale i dalším Čechům a Slovákům z československých legií ve Francii padlým na západní frontě v první světové válce, vojákům padlým v bitvě o Francii v roce 1940 a vojákům padlým během obléhání Dunkerque. Od roku 2023 je součástí světového dědictví UNESCO společně s řadou dalších pohřebních a pietních míst první světové války ve Francii a Belgii.

## Historie

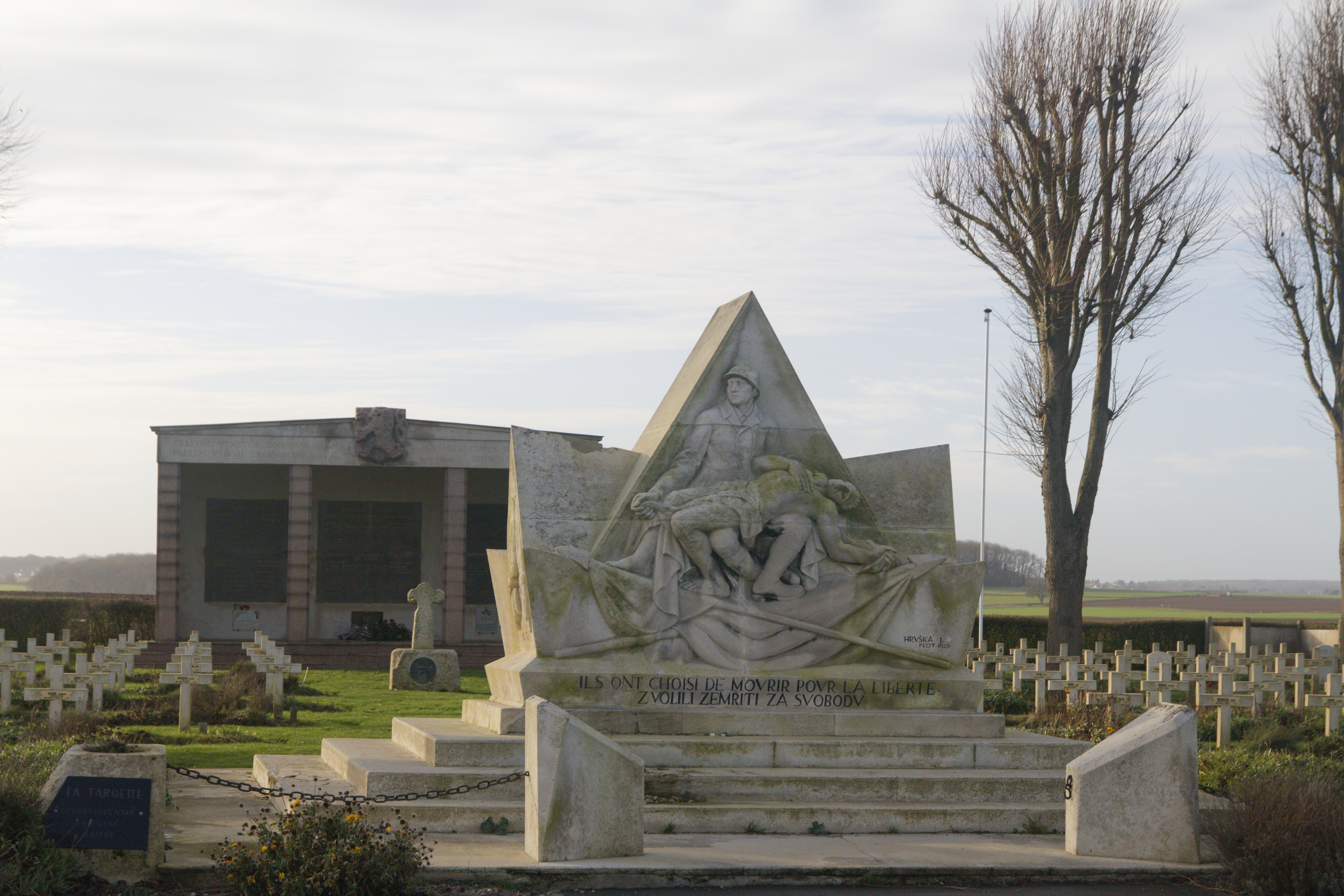
Pomník – „Zvolili zemřít za svobodu“

Přeživší vojáci z Roty Nazdar, kteří založili spolu s ostatními příslušníky československé armády ve Francii v roce 1919 „Sdružení československých dobrovolníků ve Francii“, si vzali za úkol zanechat svědectví oběti dobrovolníků a jejich hrdinného boje. V roce 1924 byla z členů sdružení sestavena komise pro postavení pomníku v La Targette, jenž byl odhalen 31. května 1925.
Vyhledáním ostatků padlých z Roty Nazdar, roztroušených po všech bojištích let 1915–1918 byl pověřen československý konzul v Lille Leopold Riedl, ale toto úsilí přerušila druhá světová válka. Několik let po jejím skončení navrhli příslušníci sdružení dokončit soustředění ostatků padlých v obou světových válkách. Celkem bylo na La Targette přeneseno 206 ostatků ze 73 vojenských a obecních hřbitovů v 38 departementech. Československý vojenský hřbitov La Targette byl slavnostně otevřen v září 1959.

## Vzpomínkové akce
Na hřbitově La Targette se pravidelně konají vzpomínkové ceremonie k uctění památky československých legionářů, kteří bojovali nejen za svobodu Francie, ale zejména své vlasti, nově vznikajícího Československa. Připomínáni jsou rovněž druhováleční veteráni, především z řad Československé samostatné obrněné brigády. Pietní vzpomínky jsou organizovány střídavě českým a slovenským velvyslanectvím za podpory a účasti francouzských úřadů a Sdružení československých dobrovolníků ve Francii „Rota Nazdar“ (Association des volontaires Tchecoslovaques en France „Compagnie Nazdar“).

## Další hřbitovy
V La Targette se nachází také francouzský národní hřbitov (Nécropole Militaire), který sousedí s britským hřbitovem La Targette British Cemetery.